# Акт насилия (фильм, 1948)
«Акт насилия» (англ. Act of Violence) — фильм нуар режиссёра Фреда Циннемана, вышедший на экраны в 1948 году.
Сценарий написал Роберт Л. Ричардс по рассказу Коллье Янга. Журнал «Variety» следующим образом описывает сюжет картины: «История рассказывает о двух ветеранах войны. Фрэнк (Ван Хефлин) вернулся с войны героем, в то время как его товарищи, все, кроме одного, были убиты в нацистском тюремном лагере. Его бывший сослуживец Джо (Роберт Райан), хромой и мстительный, преследует Фрэнка, чтобы заставить его ответить за предательство своих товарищей».
Фильм относится к категории фильмов нуар, посвящённых теме травматических последствий возвращающихся с войны американских солдат. К этой же категории относятся такие фильмы, как «Синий георгин» (1946), «Где-то в ночи» (1946) и «Рассчитаемся после смерти» (1947).

## Сюжет
На праздновании Дня поминовения в небольшом калифорнийском городке Санта-Лиза местные жители чествуют строительного подрядчика, в недавнем прошлом героя войны Фрэнка Р. Энли (Ван Хефлин) за его усилия, приведшие к реализации важного проекта жилищного строительства. Тем временем в одном из городов на восточном побережье таинственный хромой мужчина Джо Парксон (Роберт Райан) берёт пистолет, садится на междугородний автобус и направляется в Санта-Лизу. По прибытии он останавливается в местной гостинице и отмечает в телефонном справочнике телефон и адрес Фрэнка. На следующий день Фрэнк, оставив дома молодую любящую жену Эдит (Джанет Ли) с их маленьким сыном Джорджи, отправляется вместе с соседом на рыбалку на горное озеро. Вскоре после его отъезда в доме раздаётся телефонный звонок. Эдит подходит к телефону, однако на другом конце Джо молча кладёт трубку. Вскоре после этого Джо приходит к Фрэнку домой. Открыв дверь, Эдит говорит ему, что муж уехал на рыбалку на озеро. Не представившись и ничего не сказав в ответ, Джо уходит. На озере Джо берёт лодку и направляется в удобное место за выступающей скалой, откуда планирует застрелить Фрэнка. Однако, когда катер Фрэнка проплывает недалеко от Джо, он резко меняет курс, и Джо не успевает в него выстрелить. На пристани знакомый служащий сообщает Фрэнку, что его искал хромой мужчина. Фрэнк меняется в лице, и ничего не объясняя, немедленно собирает свои вещи и уезжает домой. Дома Фрэнк запирает все замки и закрывает шторами все окна, объясняя жене, что приходившего хромого человека зовут Джо, и он может быть очень опасен. Фрэнк говорит, что во время войны Джо служил в ВВС под его началом, а затем они вместе попали в нацистский лагерь для военнопленных, где Джо сошёл с ума и стал ему угрожать. Фрэнк объясняет, что перевёз семью из штата Нью-Йорк в Санта-Лизу, именно для того, чтобы скрыться от преследований и угроз Джо. При этом Фрэнк категорически отказывается от предложения Эдит позвонить в полицию. На следующий день рано утром, даже не простившись с женой, Фрэнк уезжает на съезд строительных подрядчиков в Лос-Анджелес. Через несколько часов Джо силой отодвинув Эдит, проходит к ней дом, чтобы рассказать о Фрэнке. Джо говорит, что когда они вместе сидели в лагере, Фрэнк предал своих боевых товарищей, которые готовили побег. В результате все они были уничтожены, и лишь Джо чудом остался жив, хотя и был серьёзно ранён в ногу. Испуганная Эдит оставляет ребёнка соседке и мчится в Лос-Анджелес к мужу. Фрэнк сознается ей, что действительно выдал нацистам обречённый, по его мнению, план побега своих товарищей, рассчитывая таким образом улучшить свои условия пребывания в лагере. Узнав, что Фрэнк в Лос-Анджелесе, туда отправляется и Джо. В холле гостиницы его встречает только что приехавшая с восточного побережья подружка Энн Стёрджес (Филлис Такстер), которая надеется отговорить Джо убивать Фрэнка. Когда Джо отказывается пойти навстречу мольбам Энн, она находит Эдит и предупреждает её о намерении Джо. Джо находит Фрэнка на съезде, и на служебной лестнице гостиницы между ними вспыхивает драка. Фрэнку удаётся сбежать, он долго петляет по тёмным и пустынным улицам, и в итоге добирается до небольшого бара. Там он знакомится со стареющей проституткой Пэт (Мэри Астор), которой рассказывает, что готов отдать весь свой бизнес стоимостью 20 тысяч долларов ради того, чтобы избавиться от своей проблемы. Пэт отводит Фрэнка к знакомому преступному адвокату Гэйвери (Тейлор Холмс) и его наёмному убийце Джонни (Берри Крёгер). Напоив Фрэнка, они заставляют его сделать заказ на убийство Джо за гонорар в 10 тысяч долларов. На следующий день Фрэнк возвращается в Санта-Лизу, и, сожалея о своём решении нанять Джонни, пытается предупредить Джо о предстоящем покушении на него. Он поджидает Джо на вокзале Санта-Лизы, куда подъезжает и Джонни. Фрэнку удаётся заметить Джо всего за несколько мгновений до выстрела Джонни, и он только успевает сам броситься под пулю, тем самым спасая Джо. Затем тяжело раненый Фрэнк успевает запрыгнуть на подножку автомобиля Джонни, пытаясь остановить убийцу. На огромной скорости машина врезается в уличный фонарь, автомобиль взрывается, в результате аварии гибнут и Джонни, и Фрэнк. А Джо говорит собравшимся вокруг, что он никого не убивал.

## В ролях
- Ван Хефлин — Фрэнк Р. Энли
- Роберт Райан — Джо Парксон
- Джанет Ли — Эдит Энли
- Мэри Астор — Пэт
- Филлис Такстер — Энн Стёрджесс
- Берри Крёгер — Джонни
- Тейлор Холмс — Гейвери
- Гарри Энтрим — Фред Финни
- Конни Гилкрист — Марта

## Создатели фильма и исполнители главных ролей
По информации Джеффа Стаффорда, "сценарий Роберта Ричардса был написан на основе неопубликованного рассказа Коллье Янга, амбициозного ассистента босса студии «Коламбиа» Гарри Кона. Янг вскоре начал карьеру независимого продюсера со своей будущей невестой Айдой Лупино. В частности, он был продюсером и автором сценария лучшего нуара Лупино «Попутчик» (1953), а также работал над фильмами нуар «Осторожней, моя милая» (1952) в качестве продюсера и «Личный ад 36» (1954) в качестве продюсера и сценариста.
Стаффорд пишет, что «первоначально фильм должен был стать небольшим независимым фильмом с популярным радиоактёром Говардом Даффом в главной роли (который, по стечению обстоятельств, сменил Янга в качестве мужа Лупино). Затем его взял себе Марк Хеллингер с намерением задействовать пару Грегори Пек и Хамфри Богарт». В конце концов, проект был воплощён на студии «Метро Голдвин Майер» с Ваном Хефлиным и Робертом Райаном в главных ролях.
Режиссёр Фред Циннеман вместе со «своим братом Джорджем бежал из родной Австрии в США накануне нацистской оккупации в 1938 году. Их родители, однако, остались в ожидании американских виз, и захваченные событиями, были разделены и погибли в Холокосте в 1941 и в 1942 годах — двое из шести миллионов». В конце 1940-х годов "Циннеман начал выходить на уровень ведущих режиссёров, и «Акт насилия» вместе с двумя последующими фильмами, «Мужчины» (1950) и «Тереза» (1951) были уникальны в рассмотрении особого характера проблем возвращающихся с войны ветеранов. Марк Фриман пишет: «Это был последний фильм режиссёра для „Метро Голдвин Майер“, завершивший его семилетний контракт со студией, и совершенно определённо, один из тех, которые он очень любил,… и который в полной мере раскрыл его режиссёрскую мощь».
Для Циннемана фильм «Акт насилия» стал первой заметной работой в Голливуде. Вскоре он поставил такие фильмы на тему преодоления трагических последствий войны, как «Поиск» (1948, первая номинация Циннемана на Оскар) с Монтгомери Клифтом в главной роли и «Мужчины» (1950), где главную роль инвалида войны сыграл Марлон Брандо. Впоследствии Циннеман поставил такие значимые фильмы, как вестерн «Ровно в полдень» (1952, номинация на Оскар), военная драма «Отныне и во веки веков» (1953, Оскар за режиссуру), историческая биографическая драма «Человек на все времена» (1966, Оскар за режиссуру) и политический триллер «День Шакала» (1973).
Актёр Ван Хефлин в 1942 году был удостоен премии Оскар за роль второго плана в фильме нуар «Джонни Игер» (1941). К другим его наиболее заметным работам в жанре нуар относятся картины «Странная любовь Марты Айверс» (1946), «Одержимая» (1947), «Вор» (1951) и «Чёрная вдова» (1954). К лучшим фильмам Хефлина относятся также бизнес-драма «Образцы» (1956), а также вестерны «Шейн» (1953) и «В 3:10 на Юму» (1957).
Актёр Роберт Райан был номинирован на Оскар за главную роль в социальном нуаре «Перекрёстный огонь» (1947). Свои наиболее заметные нуаровые роли Райан сыграл в фильмах «На опасной земле» (1951), «Плохой день в Блэк Роке» (1955) и «Ставки на завтра» (1959). В его фильмографию входят также такие знаменитые военные драмы, как «Билли Бадд» (1962), «Самый длинный день» (1962) и «Грязная дюжина» (1967), а также вестерн «Дикая банда» (1969).
Для актрисы Джанет Ли работа в этом фильме была одной из первых серьёзных ролей в кино. В дальнейшем она сыграла в знаменитом фильме нуар Орсона Уэллса «Печать зла» (1958) и в знаменитом криминальном триллере Альфреда Хичкока «Психо» (1960, за работу в котором была номинирована на Оскар), а также в политическом фантастическом триллере «Манчжурский кандидат» (1962).
Актриса Мэри Астор сыграла свои наиболее значимые фильмы на рубеже 1930-40-х годов в таких фильмах, как драмы «Додсворт» (1936) и «Великая ложь» (1941, Оскар за роль второго плана), а также в картинах Джона Хьюстона с участием Хамфри Богарта — фильме нуар «Мальтийский сокол» (1941) и шпионском триллере «Через океан» (1942).

## Оценка критики
Фильм в основном высоко оценивался критикой как на момент его выхода, так и в дальнейшем. «Variety» назвал фильм «жёстокой и беспощадной мелодрамой, полностью оправдывающей своё название». Журнал написал также, что «приверженцы тяжёлой драмы особенно оценят крепкую плоть этого эффектно поставленного и сыгранного фильма». Майклу Костелло фильм понравился, по его словам, «возможно, это самый недооценённый фильм Циннемана, ужасающе горестный, душераздирающий нуар,… поставленный человеком, который потерял большую часть своей семьи в лагерях смерти». Он также отметил, что это «необычно тревожный нуар от режиссёра, более известного своей мейнстримовой продукцией,… и фильм, который был близок сердцу режиссёра». Деннис Шварц написал о фильме: «Это выдающийся фильм нуар с социально значимой темой, плотная, полная саспенса история, хотя немного подпорченная нелепым окончанием». С другой стороны, Босли Кроутер был невысокого мнения о фильме, указав, что он «проходится по многим темам, но, кажется, бьёт мимо цели».
Критики отмечают, что фильм затрагивает целый ряд важных социальных и моральных проблем. Касаясь моральной проблематики фильма, Фриман пишет: «Циннеман не сводит всё к простой истории об охотнике и жертве… Моральный ландшафт фильма является многоуровневым и сложным пространством; и Циннеман впечатляюще раскачивает этический маятник, не давая нам возможность категорически оценить или навесить ярлыки на своих героев». Далее он пишет: «Наиболее сильно воздействует в фильме медленное раскрытие информации — она подаётся в просчитанном, неторопливом темпе, давая нам достаточно много времени, чтобы пересмотреть своё отношение к каждому персонажу на весах морали…». Заметив, что «фильм отказывается приукрашивать вопросы, которые в нём поставлены», Фриман заканчивает словами, что «напускная радость послевоенного бума представлена как хрупкий фасад; за духовыми оркестрами и вылизанными садиками скрываются взращённые войной тяжёлая вина и паранойя». Давая характеристику фильму, Джефф Стаффорд пишет, что это «один из первых послевоенных фильмов нуар, который исследует последствия воздействия Второй мировой войны на возвращающихся ветеранов. Особенно он значим рассмотрением ещё одной спорной темы своего времени — проблемы нравственности в военных условиях». Шварц отмечает, что в этом фильме «послевоенный экономический бум рассматривается глазами несчастных солдат, которые вернулись домой физически и психически искалеченными, и которые в конце концов понимают, что деньги не смогут дать им всего, что им нужно».
Иного мнения придерживается Кроутер, написавший о фильме: «Сама по себе эта драма невероятна, это малосвязанная история о преследовании и уничтожении человека, который предал своих товарищей во время войны». Поначалу фильм формирует симпатию по отношению к герою, а «потом неожиданно делает его негодяем. Поскольку такая быстрая перемена в личности не основана ни на чём ином, как на творческом намерении автора заморочить голову зрителям, у такого поворота нет ни психологической обоснованности, ни моральной значимости». Кроутер продолжает: «И поскольку окончательное искупление уж очень театрально, оно не вызывает ничего, кроме отстранённой неудовлетворённости и вопроса „ну и что из этого?“. Это потому что всё развитие истории, после резкой перемены в показе личности героя, является чисто механической сменой мелодраматических трюков». Схожие идеи развивает и Кастелло: «Фильм черпает значительную часть своей силы из постепенного падения подрядчика от внешне нормальной жизни в царство извращённого кошмара». Однако он приходит к несколько иным выводам: «Несмотря на то, что для чистой драмы сюжет слегка надуман, а личность Джо не очень психологически убедительна, являясь скорее отражением чувства вины в сознании Фрэнка, все составляющие этого фильма всё равно красиво сливаются в его жёстком экспрессионизме».
Фриман отмечает, что «уверенность и убеждённость, с которыми Циннеман доносит эту мрачную, беспокойную историю войны и отмщения, становятся более понятными, если посмотреть некоторые другие из менее известных его фильмов. Хронологически этот фильм оказывается между „Поиском“ (1948) и „Мужчинами“ (1950), исследуя вместе с ними тяжёлые и беспокойные попытки восстановить порядок и благоразумие после Второй мировой войны, темы, которая была очень близка сердцу режиссёра».
В большинстве рецензий даётся высокая оценка режиссёрской и операторской работе, а также актёрской игре. Фриман пишет: «В этом фильме Циннеман сводит воедино интенсивную глубину камеры Сёртиса, сильную музыку Капера и впечатляющую игру актёров для создания сложного и восхитительного нуара, который открывает мрачную правду за сияющим, хрупким фасадом послевоенной Америки». «Variety» также пишет: «Актёрская игра и постановка достигают сюжетных целей и все созданные актёрами образы поднимаются до наивысшего уровня» при создании этой неприукрашенной истории, не дающей ни капли облегчения. Сам Циннеман говорил, что «сценарий предлагал огромный спектр возможностей для визуального воплощения; они были тщательно исследованы Бобом Сёртисом, нашим оператором… Это был последний фильм, поставленный мной для „Метро Голдвин Майер“, и первый раз, когда я почувствовал уверенность в том, что я знаю, что я делаю и почему я это делаю».
Даже негативно настроенный Кроутер отмечает, что самое лучшее в «Акте насилия» — это умная и энергичная режиссёрская работа Фреда Циннемана, продолжая: что «некоторые ужасные встречи героя с преступным миром выглядят гротескно и отталкивающе. И показаны они быстро и страшно. Но это всё. За этот вклад в картину мы должны благодарить мистера Циннемана. Он создал, по крайней мере, визуально, картину ужаса и насилия, и он чётко контролировал действия преследуемого и преследователя, которые происходят в страшном, изматывающем темпе». Шварц также отмечает, что режиссёр сделал акцент на мрачной стороне истории, и в течение большей части фильма это очень заметно. Такое «настроение фильма наилучшим образом схвачено благодаря сильной чёрно-белой работе оператора Боба Сёртиса». Костелло также считает, что одной из самых сильных сторон фильма является «богатая контрастная операторская работа Роберта Сёртиса, где тени рассекают тела и покрывают лица до такой степени, что как у героя, так и у нас не остаётся ни малейшего понятия, где мы находимся».
Стаффорд приводит слова самого Циннемана из его автобиографии: «Наверное, самыми живыми воспоминаниями о работе над „Актом насилия“ являются многочисленные бессонные ночи, которые мы провели в съёмках на улицах в жутких трущобах нижнего Лос-Анджелеса». Как пишет Костелло, «в одном незабываемо агрессивном и эффектно снятом эпизоде, Фрэнк дико несётся по нижнему Лос-Анджелесу, заканчивая его в баре, где прибегает к помощи сильно поношенной проститутки и её приятеля-киллера». Итог визуальному мастерству фильма подводит Фриман: «Чернота наполненных тенями улиц Лос-Анджелеса получает таинственную глубину и объём благодаря операторской работе Роберта Сёртиса — лучи света вспыхивают и гаснут в огромной спешке, а тени прыгают и поглощают всех персонажей, которые стремятся найти свет. Свет ограничен единственным источником — уличными фонарями или лампами на кофейных столиках; сумрак поглощает персонажей, искажает и покрывает тьмой каждое их действие, каждую их мысль. И по мере того, как медленно раскрывается правда, мир как будто переворачивается, становясь ужасным искривлением самого себя, мрачной насмешкой над светлой свежестью нашего первого представления о нём в Санта-Лизе».
«Variety» отмечает, что «при продуманной постановочной работе Циннемана актёры удачно справляются со своими задачами», отмечая, что «Хефлин и Райан выдают ударную игру, наполняя содержимым полный пугающего ужаса сценарий». Кроутер считает, что «Ван Хефлин убедительно демонстрирует напряжённость и впечатляюще впадает в состояние тревоги,… а Роберт Райан дьявольски хорош в роли неутомимого преследователя». Костелло описывает актёрскую игру следующим образом: «Хефлин смешивает страх, смущение и отчаяние в типичном многоуровневом исполнении, а Райан порождает тревожное состояние в роли маниакального, навязчивого инвалида, но всё-таки в памяти остаётся очень твёрдая, но полная сострадания проститутка Астор». Стаффорд также считает, что «хотя Хефлин и Райан отлично сыграли свои роли, „Акт насилия“ особенно интересен женскими ролями второго плана — Джанет Ли, которая только начинала свою карьеру, и Мэри Астор, которая свою завершала».
Удачное исполнение ролей второго плана отмечает и Кроутер: «Мистер Циннеман добился страдающей игры от Джанет Ли в роли испуганной, ничего не понимающей и разочарованной жены человека, на которого ведётся охота, и сильного исполнения ролей низких негодяев от Мэри Астор, Берри Крёгера и Тейлора Холмса». Об этом пишет и «Variety»: «Джанет Ли остро играет свою роль встревоженной, но отважной жены Хефлина, а Филлис Такстер хорошо исполняет роль девушки Райана. Но выделяется среди всех грубая, всклокоченная неряшливая Мэри Астор — женщина улиц, которая даёт Хефлину укрытие во время его отчаянного бегства от судьбы». В своей автобиографии «Жизнь на плёнке» Астор вспоминала о съёмках «Акта насилия»: «В течение двух недель я была в компании Циннемана, играя неопрятную, стареющую проститутку… Я разработала способ, как эта бедная уличная кошка должна выглядеть, и твёрдо настаивала на том (поддержанная Циннеманом), что платья для картины не будут браться из гардероба „Метро Голдвин Майер“, а будут куплены на развалах самого дешёвого универмага». Астор также отметила, что «исполнение несколько сцен с Ваном Хефлином и работа с таким художником, как Циннеман — после многих лет буквального бездействия — дало ей душевный подъём. То, как мы работали, как говорили о работе, думали, сочиняли что-то и отказывались от этого, пытаясь сделать что-либо другое, было хорошо. Так должно быть всегда».